# 小行星9750
小行星9750是一颗围绕太阳公转的小行星。1989年7月8日，艾倫·C·吉爾摩、潘蜜拉·M·基爾馬汀在蒂卡普湖发现了此天体。
这颗小行星的绝对星等为258.6756875878532等。